# Ján Černek
Generálmajor Ján Černek (21. února 1896 Turá Lúka – 20. dubna 1977 Myjava) byl československý legionář a důstojník, účastník Slovenského národního povstání a politický vězeň komunistického režimu.

## Život

### Mládí a první světová válka
Ján Černek se narodil 21. února 1896 v Turej Lúke u Myjavy v rodině malorolníka Pavla Černeka a Kristíny rozené Podmajerské. Rodiče mu v roce 1907 emigrovali do USA, Ján Černek byl zanechán u mlynáře, v jehož mlýně měla jeho rodina vlastnický podíl. Mezi lety 1908 a 1911 navštěvoval měšťanskou školu v Myjavě, poté do roku 1914 studoval na průmyslové škole ve Vídni. Do c. a k. armády byl odveden v březnu 1915, po výcviku a školení byl v září téhož roku odvelen na ruskou frontu. Dne 23. září 1916 padl v Haliči do zajetí. Prošel několika zajateckými tábory, pracoval v muniční továrně. Dne 8. října 1917 vstoupil do československého vojska, během listopadu a prosince téhož roku byl přesunut do Francie, kde v Cognacu prodělal další výcvik. V červnu 1918 se zapojil do bojů na německé frontě, kde se mj. zúčastnil bitvy u Terronu. Do Československa se vrátil v lednu 1919 v hodnosti četaře.

### Mezi světovými válkami
Po návratu z legií zůstal Ján Černek v armádní službě. V únoru 1919 bojoval v Sedmidenní válce o Těšínsko, poté sloužil na různých místech na Slovensku. Mezi zářím 1919 a dubnem 1920 vystudoval notářský kurz v Turčianském Martině. Následně sloužil u hraničářského praporu v Šahách, od roku 1921 do roku 1929 v Mostě. Kariérně i hodnostně stoupal, vzdělával se. Od dubna 1929 sloužil v Komárně, od roku 1937 v Bratislavě. V době Všeobecné mobilizace v září 1938 velel pochodovému praporu, v závěru roku pak zastával funkci mobilizačního důstojníka. Rozpad Československa v březnu 1939 jej zastihl na pozici velitele roty v Pezinku. Dosáhl hodnosti štábního kapitána.

### Druhá světová válka
Po rozpadu Československa byl Ján Černek ustanoven velitelem pěšího pluku v Bratislavě, v květnu 1939 pak velitelem praporu v Revúci. Na tomto postu se zúčastnil v září téhož roku tažení do Polska. Od listopadu 1939 do září 1940 velel pluku v Žilině, následně krátce v Levoči. Od prvního dne se zúčastnil vpádu do Sovětského svazu. Zpět na Slovensko se vrátil v září 1941 a opět převzal velení pluku v Levoči. Od dubna 1942 postupně zastával velitelské funkce v Trenčíně, Nitře a Novém Městě nad Váhem. V roce 1943 mu byl nabídnut druhý turnus na východní frontě, ten odmítl z odůvodněním, že předepsaných šest měsíců zde již odsloužil. Byl za to potrestán přeložením na nižší funkci. 

#### Slovenské národní povstání
Po vypuknutí Slovenského národního povstání v srpnu 1944 dostal za úkol aktivizaci vojenských jednotek v prostoru Nitry, nebyl ale úspěšný a 1. září byl zadržen vojáky věrnými bratislavské vládě pod velením mjr. Šmigovského. Měl být předán příslušníkům jednotky SS Schill, ale hned druhý den po zadržení uprchl a vrátil se na povstalecké území. Následně nahradil Ladislava Bodického ve funkci velitele obranného uskupení na Liptově, kde se mu po neúspěších svého předchůdce podařilo stabilizovat frontu. Vojáci pod jeho velením sváděli urputné obranné boje proti jednotkám SS Schäffer a Dirlewanger, kterým mj. bránili v průchodu přes Donovalské sedlo. Během této doby byl londýnským velitelstvím povýšen na plukovníka. Po porážce povstání velel do příchodu Rudé armády partyzánské skupině, po vstupu do 1. československého armádního sboru v březnu 1945 byl ustanoven velitelem osvobozeného západního Slovenska se sídlem v Nitře.

### Po druhé světové válce
Po skončení druhé světové války byl Ján Černek ustanoven velitelem 9. pěší divize v Nitře. Proti jeho osobě byla v roce 1946 rozpoutána štvavá kampaň vedená náčelníkem Obranného zpravodajství Bedřichem Reicinem. V červnu 1948 byl přeložen do výslužby, v roce 1950 byl degradován a byl mu vyměřen velmi malý důchod, který jej dostal do existenčních potíží. V únoru 1956 byl zatčen a uvězněn v Trenčíně, lidový soud mu udělil dvouleté vězení a pětileté vyhnanství z Bratislavského kraje. Rozsudek byl krajským soudem v dubnu téhož roku zrušen, Ján Černek se poté živil jako řemeslník a tesař, žil sám ve skromných podmínkách. Rehabilitován včetně vrácení hodnosti a stanovení adekvátního důchodu byl v roce 1969. Sepsal paměti a dožil ve své rodné vesnici. Zemřel 20. dubna 1977 v Myjavě, pohřben je v Turej Lúke.

## Vyznamenání
- 1918 Československý válečný kříž 1914–1918
- 1919 Československá revoluční medaile
- 1922 Československá medaile Vítězství
- 1924 Medaglia De la grande guerre
- Pamětní medaile za obranu Slovenska v březnu 1939
- Vyznamenání Za hrdinství II. stupně
- 1941 Záslužný řád Německého orla II. stupně
- 1941 Vyznamenání Za hrdinství III. stupně
- 1944 Vojenský vítězný kříž II. stupně
- 1945 Československá medaile Za zásluhy
- 1945 Řád Slovenského národního povstání I. stupně
- 1945 Československý válečný kříž 1939
- 1946 Československá medaile Za chrabrost před nepřítelem

## Posmrtná ocenění
- Ján Černek byl v roce 1990 in memoriam povýšen do hodnosti generálmajora